# Hertel (Familienname)
Hertel ist ein deutscher Familienname.

## Namensträger

### A
- Adalbert Hertel (1868–1952), deutscher Bildhauer und Kirchenmaler
- Albert Hertel (1843–1912), deutscher Maler
- Alfred Hertel (1935–2018), österreichischer Oboist
- Andreas Joachim Hertel (* 1969), deutscher Schauspieler
- Ania Hertel (* 2000), polnische Tennisspielerin
- Anja Hertel (* 1961), deutsche Politikerin
- August Hertel (1801–?), deutscher Theologe und Lyriker

### B
- Bernd Hertel (* 1940), deutscher Grafiker
- Bernhard Hertel (1862–1927), deutscher Dombaumeister

### C
- Carl Hertel (Fotograf) (1832–1906), deutscher Fotograf und Verleger
- Carl Hertel (Maler) (1837–1895), deutscher Maler
- Carl Hertel (Polizeisekretär) (1862–1907), deutscher Polizeisekretär
- Carl Hertel (Richter) (1879–1958), deutscher Richter
- Christian Hertel (1846–1916), deutscher Gutsbesitzer und Politiker

### D
- Dennis M. Hertel (* 1948), US-amerikanischer Politiker
- Dieter Hertel (* 1948), deutscher Klassischer Archäologe

### E
- Eberhard Hertel (1938–2024), deutscher Volksliedsänger
- Eckard Hertel (1936–2021), deutscher Chirurg
- Eike Hertel (* 1940), deutscher Mathematiker, Informatiker und Hochschullehrer
- Engelhard Hertel (1894–1989/1990), deutscher Chirurg
- Erich Hertel (* 1949), deutscher Geistlicher und Bischof in Namibia
- Erich Hertel (Widerstandskämpfer) (1907–1966), deutscher Kommunist und Widerstandskämpfer
- Ernst Hertel (1870–1943), deutscher Augenarzt
- Eugen Hertel (1893–1973), deutscher Landespolitiker (Rheinland-Pfalz) (SPD)

### F
- Frank Hertel (* 1971), deutscher Schriftsteller
- Friedrich Hertel (Theologe, 1871) (auch Fritz Hertel; 1871–1934), deutscher katholischer Geistlicher
- Friedrich Hertel (Theologe, 1934) (* 1934), deutscher evangelischer Theologe
- Fritz Hertel (1892–1962), deutscher Verleger

### G
- Georg Hertel (1901–1945), deutscher römisch-katholischer Geistlicher und Märtyrer
- Gerhard Hertel (1924–2007), Kommunalpolitiker und Heimatforscher von Freudenstadt
- Gernot Hertel (1940–2019), deutscher Schauspieler
- Günter Hertel (Schauspieler) (* um 1930), ehemaliger deutscher Schauspieler
- Günter Hertel (General) (* 1934), deutscher General
- Günter H. Hertel (* 1948), deutscher Verkehrswissenschaftler und Hochschullehrer
- Guido Hertel (Jurist) (1903–1963), deutscher Jurist und Präsident des Bundesrechnungshofes
- Guido Hertel (Psychologe) (* 1963), deutscher Psychologe und Hochschullehrer
- Gustav Hertel (1847–1903), deutscher Historiker

### H
- Hannes Hertel (* 1939), deutscher Botaniker, Bryologe und Kurator
- Hans Hertel (1939–2023), dänischer Literaturhistoriker, -kritiker und Hochschullehrer
- Heinrich Hertel (1901–1982), deutscher Luftfahrttechniker und Wehrwirtschaftsführer
- Hermann Hertel (* 1971), deutscher Gynäkologe und Hochschullehrer
- Hilger Hertel der Ältere (1831–1890), deutscher Architekt
- Hilger Hertel der Jüngere (1860–1918), deutscher Architekt

### I
- Ingolf Volker Hertel (* 1941), deutscher Physiker und Wissenschaftspolitiker
- Isabell Hertel (* 1973), deutsche Schauspielerin

### J
- Jimmy Hertel (* 1992), deutscher Eishockeytorwart
- Jörg Hertel (* 1962), deutscher Fotograf, Reise-Autor, Publizist und Gitarrist
- Johann Christian Hertel (1697–1754), deutscher Komponist, Violinist und Gambist
- Johann Friedrich Hertel  (1667–1743), deutscher Rechtswissenschaftler
- Johann Georg Hertel der Ältere (1700–1775), deutscher Kupferstecher und Verleger
- Johann Georg Hertel (Mediziner) (1801–1874), deutscher Mediziner und Schriftsteller
- Johann Wilhelm Hertel (1727–1789), deutscher Komponist
- Johannes Hertel (1565–1612), siebenbürgischer Mediziner, siehe Johannes Hertelius
- Johannes Hertel (Indologe) (1872–1955), deutscher Indologe
- Johannes Hertel (Politiker) (1908–1982), deutscher Politiker (DRP)
- Johannes Hertel (Regisseur), deutscher Regisseur

### K
- Karl Hertel (Architekt) (1883–nach 1953), deutscher Architekt, Maler, Musiker, Fußballspieler (1. FC Nürnberg) und Sportfunktionär
- Karl Hertel, deutscher Ringer
- Karl Hertel (Unternehmer) (1913–1978), deutscher Unternehmer
- Karl Hertel (Heimatforscher) (1928–2018), deutscher Heimatforscher
- Karl Friedrich Hertel (1803–1871), deutscher Verleger
- Klaus Hertel (* 1936), deutscher Violinist und Komponist

### L
- Lorenz Hertel (1659–1737), deutscher herzoglicher Rat und Bibliothekar
- Ludwig Hertel (1859–1910), deutscher Lehrer, Germanist und Historiker

### M
- Marc Hertel (* 1969), deutscher Regisseur
- Matthäus Hertel (~1620–1672), deutscher Organist und Komponist

### O
- Otto Hertel (1907–2000), österreichischer Oboist

### P
- Paul Hertel (* 1953), österreichischer Komponist
- Peter Hertel (Journalist) (* 1937), deutscher Theologe, Publizist und Autor
- Peter Hertel (Physiker) (1938–2017), deutscher Physiker
- Peter Hertel (Mediziner) (* 1943), Mediziner und Ruderer
- Peter Hertel (Autor) (* 1944), deutscher Wissenschaftspublizist, Buchautor und Vortragender
- Peter Hertel (Schachspieler) (* 1958), deutscher Fernschachspieler
- Peter Ludwig Hertel (1817–1899), deutscher Komponist

### R
- Rainer Hertel (* 1937), deutscher Molekularbiologe
- Ralf Hertel (* 1973), deutscher Anglist
- Ralph Hertel (* 1957), deutscher Mediziner und Hochschullehrer
- Robert Hertel (1824–1886), deutscher Kommunalpolitiker
- Robert R. Hertel (1918/1919–1965), US-amerikanischer Bibliothekar und Hochschullehrer
- Rolf Hertel (1929–2017), deutscher Zoologe und Direktor des Staatlichen Museums für Tierkunde Dresden
- Rudolf Hertel (1826–1885), deutscher Jurist und Politiker

### S
- Shao-Lan Hertel (* 1981), deutsche Sinologin, Kunsthistorikerin und Hochschullehrerin
- Silke Hertel (* 1980), deutsche Psychologin, Pädagogin und Hochschullehrerin
- Stefanie Hertel (* 1979), deutsche Sängerin

### T
- Theodor Julius Hertel (1807–1880), deutscher Jurist und Bürgermeister
- Thomas Hertel (Mediziner), deutscher Mediziner und Hochschullehrer
- Thomas Hertel (Komponist) (1951–2024), deutscher Komponist
- Thomas Hertel (Agrarwissenschaftler) (* 1953), US-amerikanischer Agrarökonom
- Tobias Hertel (* 1966), deutscher Physiker und Hochschullehrer für Physikalische Chemie

### V
- Vitus Ritter von Hertel (1863–1947), deutscher Ministerialbeamter und Eisenbahner

### W
- Walter Hertel (1898–1983), deutscher Offizier, Generalingenieur der Luftwaffe im Zweiten Weltkrieg
- Wolfgang Hertel (1893–1984), deutscher Maler und Grafiker